# Soli Labbart
Soli Labbart (21 de diciembre de 1922 - 17 de junio de 2003) fue una actriz finlandesa.

## Biografía
Su verdadero nombre era Solveig Hildigun Rosenqvist, y nació en Vaasa, Finlandia.
Antes de su trayectoria en el cine y la televisión, estuvo vinculada entre 1951 y 1980 con teatros en lengua sueca de Turku y Vaasa.
Su carrera en el cine se inició realmente en 1979 con la película dirigida por Ralf Långbacka Herr Puntila och hans dräng Matti (1979). Luego fue la madre de Lemminki en la miniserie televisiva de Kalle Holmberg escrita por Paavo Haavikko Rauta-aika (1982). En 1985 actuó en la cinta de Matti Ijäs Painija. 
Recibió en el año 1986 un Premio Jussi a la mejor actriz por su actuación en el telefilm Kunniallinen petkuttaja.
Soli Labbart falleció en Estocolmo, Suecia, en 2003. Había estado casada con el actor Rolf Labbart desde 1952 a 1966.

## Filmografía (selección)
- 1978 : Slumrande toner fjärran ur tiden
- 1979 : Charlotte Löwensköld
- 1979 : Herr Puntila och hans dräng Matti
- 1984 : Sista leken
- 1989 : Cha cha cha
- 1989 : Paperitähti
- 1991 : Sista vinden från Kap Horn (telefilm)
- 1992 : Krigarens hjärta
- 1993 : The last border - viimeisellä rajalla
- 1994 : Onkel Vanja (telefilm)
- 1997 : Mustasilmä-Susanna ja lepakkoluolan aarre
- 1997 : Sagojoga Minister